# 영광경찰서
영광경찰서(靈光警察署, Younggwang Police Station)는 전라남도경찰청이 관할하는 경찰서 중 하나이다. 전라남도 영광군 영광읍 중앙로 211(무령리 203번지)에 위치하고 있다.
서장은 총경으로 보한다.

## 기본 정보
- 주소: 전라남도 영광군 영광읍 중앙로 211(무령리 203번지)
- 우편번호: 513-807

## 관할 파출소 및 지구대
영광경찰서는 8개의 파출소를 산하에 두고 있다.
| 명칭       | 사진 | 주소                   | 관할구역       | 치안센터                  |
| ---------- | ---- | ---------------------- | -------------- | ------------------------- |
| 군남파출소 |      | 군남면 천년로 837      | 군남면, 군서면 | 군서치안센터              |
| 대마파출소 |      | 대마면 영장로 253      | 대마면, 묘량면 | 묘량치안센터              |
| 백수파출소 |      | 백수읍 백수로10길 53   | 백수읍         |                           |
| 법성파출소 |      | 법성면 법성포1길 25-18 | 법성면         |                           |
| 염산파출소 |      | 염산면 천년로1길 53    | 염산면         |                           |
| 읍내파출소 |      | 영광읍 천년로13길 29   | 영광읍, 불갑면 | 원흥치안센터 불갑치안센터 |
| 홍농파출소 |      | 홍농읍 상하길 41       | 홍농읍         |                           |
| 낙월파출소 |      | 낙월면 낙월길 78-2     | 낙월면         | 안마치안센터              |

## 같이 보기
- 전라남도지방경찰청